# Ernst Hemmendorff
Ernst Hemmendorff, född 6 september 1866 i Överselö socken, död 9 april 1929 i Stockholm, var en svensk botaniker.
Ernst Hemmendorff var son till komministern Emil Olivier Hemmendorff. Efter mogenhetsexamen i Örebro 1885 studerade han vid Uppsala universitet och avlade filosofie kandidatexamen 1892 samt filosofie licentiat och filosofie doktorsexamen 1897. Via Madeira, Teneriffa och Senegambien reste han 1897 till Brasilien och vistades där i tre år som informator på ett storgods nära São Paulo, varefter han 1900–1901 var assistent i botanik vid Museu nacional i Rio de Janeiro. Hemkommen till Sverige tjänstgjorde han från 1901 vid olika läroverk i Stockholm, blev 1906 adjunkt vid Nya elementarskolan i Stockholm och utnämndes året därpå till lektor i biologi och kemi där. 1906-1908 var han lärare för prins Erik. Förutom Brasilienresan gjorde Hemmendorff flera vidsträckta resor i mellersta, södra och västra Europa samt till Saint-Barthélemy och Brittiska Honduras. Bland hans skrifter märks Om Ölands vegetation. Några utvecklingshistoriska bidrag (1897, doktorsavhandling) och några skildringar från Brasilien.